# Bob Braden
Robert Braden, detto Bob (28 gennaio 1934 – 17 aprile 2018), è stato un informatico statunitense.
Membro dell'Internet Architecture Board, è stato autore di numerose RFC riguardanti protocolli di rete end-to-end.